# デカメトニウム
デカメトニウム（英語: Decamethonium）または、シンキュリン（英語: Syncurine）は、脱分極性筋弛緩薬（または脱分極性神経筋遮断薬）に分類され、麻酔の導入に用いられる。

## 薬理学
デカメトニウムは作用時間の短く、アセチルコリンに類似し、ニコチン性アセチルコリン受容体のパーシャルアゴニストとして作用する。運動終板において脱分極を引き起こし、シナプス前終末からのアセチルコリンの通常の放出のさらなる効果を阻害することにより、神経刺激が筋肉に影響するのを阻害する。結合の過程でデカメトニウムは運動終板を活性化（脱分極）するが、デカメトニウム自体は分解されないので、膜は脱分極したままであり、通常のアセチルコリン放出には反応しない。

## 禁忌・制限
デカメトニウムは無意識や麻酔を起こさないため、かなりの精神的苦痛を起こすとともに、患者の意思疎通が不可能になることがある。このような理由から、意識のある患者への投与は、必要な緊急事態を除いては、強く推奨されない。
デカメトニウムはイギリスで長年臨床的に使用されていたが、現在は研究目的でのみ使用可能である。